# Suimanga de Shelley
El suimanga de Shelley (Cinnyris shelleyi) és un ocell de la família dels nectarínids (Nectariniidae).

## Hàbitat i distribució
Habita sabanes des de Tanzània fins Zàmbia, nord de Zimbàbue i nord de Moçambic.

## Taxonomia
Ha estat considerat coespecífic del suimanga de Hofmann (Cinnyris hofmanni). Actualment són considerades espècies diferents.